# Citrix VDI-in-a-Box
Citrix VDI-in-a-Box ist eine auf der Virtual Desktop Infrastructure aufbauende Virtualisierungs-Lösung der Firma Citrix Systems.

## Geschichte und weitere Einzelheiten
Citrix VDI-in-a-Box wurde ursprünglich durch die Firma Kaviza entwickelt, welche im Laufe des Jahres 2011 durch Citrix Systems übernommen wurde und wird seither als ein Ersatz für einfache VDI-Mehrfachfunktionsgeräte zur Lösung Citrix XenDesktop angeboten. Bei Citrix VDI-in-a-Box handelt es sich um eine Lösung zur Desktop-Virtualisierung, welche die sonst üblicherweise hohen Kosten sowie die Komplexität i.S. Installation, Konfiguration und Wartung deutlich minimiert. Eine der erwähnenswertesten Eigenschaften von Citrix VDI-in-a-Box ist, dass die Lösung auf Wunsch ohne den in der Regel bei VDI Implementierungen üblichen Shared Storage auskommt und dem Unternehmen trotzdem die Möglichkeit einer vollständigen Redundanz der VDI Umgebung bietet. Dies ist vom Ansatz her für viele Unternehmen interessant, die sich mit dem Gedanken beschäftigen künftig eine Lösung für die Virtualisierung von Desktops nutzen zu wollen.
Der Ansatz der Vereinfachung zeigt sich bei Citrix VDI-in-a-Box als erstes bei der Installation der Lösung. Was sonst meistens nur im Umfeld der Testsysteme für ein PoC im Unternehmen von den Softwareherstellern angeboten wird, ist bei Citrix VDI-in-a-Box regulär der Fall. Citrix VDI-in-a-Box wird als virtuelle Appliance für den Citrix XenServer, VMware vSphere und Microsoft Hyper-V (Hyper-V seit Version 5) angeboten. Die virtuelle Appliance stellt alles zur Verfügung, was für den Betrieb von Citrix VDI-in-a-Box, also zur Einrichtung einer virtuellen Desktop Infrastruktur, benötigt wird. Werden nach Einführung größere Ressourcen benötigt als die, die die virtuelle Appliance im Verbund mit der physikalischen Hardware, auf der sie in Betrieb genommen wurde, zu leisten im Stande ist oder wird eine Redundanz gewünscht, so wird der bis dato vorhandenen 1-Server-Struktur einfach ein zweiter Server hinzugefügt. Das hinzufügen eines zweiten Servers führt bei Citrix VDI-in-a-Box dazu, dass ein Citrix VDI-in-a-Box Grid (VDI-in-a-Box Server Farm) gebildet wird. Jeder weitere Server wird dann ebenfalls diesem Citrix VDI-in-a-Box Grid hinzugefügt und so ist eine zentrale Verwaltung der Lösung weiterhin sichergestellt. Eine separierte Administration der einzelnen Server ist nicht notwendig. Diese alles in allem sehr einfache Handhabe macht die Citrix VDI-in-a-Box Lösung auch für Projekte interessant, in dem die Nutzung von virtuellen Desktops, also das Konzept an sich, grundsätzlich pilotiert werden soll.

## Funktionsumfang

### Grundsätzliches
- Integrierter Connection Broker (Komponente für die Verwaltung der Verbindungen zu den virtuellen Desktops)
- Integrierter, ressourcenbasierter Loadbalancer (Komponente für die Lastverteilung)
- Integrierte HA (High-Availability, Komponente für die Realisierung einer Redundanz)
- Shared Storage ist nicht zwingend erforderlich
- Arbeitet i. V. m. dem Active Directory oder einer Arbeitsgruppe
- Keine SQL Datenbank oder andere separierte Datenbank erforderlich

### Handhabe und Integration
- Nur ein Installationspaket
- Nur eine Verwaltungskonsole
- Platzsparend durch Linked Clones
- Integriertes Profilmanagement
- Geringe Anforderung an die Administratoren (keine Datacenter Kenntnisse nötig)
- Unterstützung aller gängigen Hypervisoren am Markt (Citrix XenServer, VMware vSphere oder Microsoft Hyper-V)
- Bedarfsorientierte Skalierung

### Zugriffsmöglichkeiten
Der Zugriff auf Citrix VDI-in-a-Box ist über das
- Citrix HDX Protokoll sowie das
- Microsoft Remote Desktop Protocol (RDP)

möglich. Hierüber wird eine
- hochauflösende Benutzererfahrung in nahezu jedem Netzwerk sowie eine
- umfangreiche Unterstützung von Endgeräten

geboten.

## Versionen

### Kaviza VDI-in-a-Box 4.1
Die Version Kaviza VDI-in-a-box 4.1 ist die letzte Version, die vor Produkt- und Firmenübernahme durch Citrix Systems veröffentlicht wurde.

### VDI-in-a-Box 5.0
Bei der Version VDI-in-a-Box 5.0 handelt es sich um die erste vollständig unter Citrix Systems veröffentlichte Version. Die Lizenzen können seither über das gleiche Bestellwesen beschafft werden, wie die anderen Citrix-Produkte und der Support wurde vollständig in die vorhandene Support Struktur von Citrix Systems integriert. Wichtig ist hierbei zu wissen, dass die Softwarewartung für das Produkt im Jahr der Anschaffung Pflicht ist, obwohl es sich hierbei laut Katalog um zwei eigenständige Artikel handelt.
Im Zuge der Veröffentlichung von VDI-in-a-Box 5.0 wurde auch das Partnerprogramm durch Citrix Systems entsprechend erweitert. Im Citrix Solution Advisor Programm findet sich seither die Spezialisierung SMB Specialist für die sich die Citrix Partner seit Januar 2012 zertifizieren können.
Bei der neu hinzugekommenen Unterstützung von Microsoft Hyper-V handelt es sich um die nennenswerteste Neuerung der Produktversion. Abseits dessen unterstützt VDI-in-a-Box seither Version 5.5 des Citrix HDX Protokoll, wodurch einige Verbesserungen im Bereich Multimedia, wie z. B. die Flash-Redirection und die optimierte Audioqualität für VoIP erzielt wurden.

### VDI-in-a-Box 5.1
Die Version VDI-in-a-Box 5.1 wurde von Citrix Systems am 21. August 2012 veröffentlicht und konzentriert sich weiterhin darauf Unternehmen jeder Größe eine möglichst kostengünstige und einfache Lösung für den Betrieb einer virtuellen Infrastruktur zu bieten.
Das Hauptaugenmerk der Weiterentwicklung des Produkts wurde auf höhere Endbenutzerfreundlichkeit, höhere Ausfallsicherheit sowie die weitere Vereinfachung der Administration gelegt. Auch die Integration mit anderen Produkten aus dem Hause Citrix Systems wurde weiter vorangetrieben. Nennenswert ist hierbei insbesondere die Integration der von Ringcube zugekauften vDisk Technologie sowie mit dem neuesten NetScaler Access Gateway.
Die neuen Merkmale der Version im Kurzüberblick: Personalisierte virtuelle Desktops (Personalized Virtual Desktops), Active Directory Ausfallsicherheit (Active Directory Failover), Angabe der vollständigen Maschinennamen (Ability to specify virtual desktop names), Unterstützung einer virtuellen IP-Adresse für die Farm (Grid-wide virtual IP address), Citrix HDX 5.6 Feature Pack 1 support, Suche im Active Directory für Benutzer und Gruppen (Active Directory services search for users and groups), Zuweisung von mehr als 1 vCPU (Multiple virtual CPU), Unterschiedliche Domänen für Benutzer und Computer (Separate user and computer domains), Nutzung von zwei Datenspeichern (Dual data stores), Remote Desktop Gateway, NTP Uhrzeitsynchronisation (Network Time Protocol) und verbesserte Google Earth Anzeige (Optimization for Google Earth).

## Installation
Die vollständige Installation von Citrix VDI-in-a-Box geht grob zusammengefasst in drei einfachen Schritten vonstatten:
- Herunterladen und Importieren der virtuellen Citrix VDI-in-a-Box Appliance in den Hypervisor.
- Anmeldung an die Citrix VDI-in-a-Box Managementkonsole, den sogenannten vdiManager, zwecks Import des Windows Master-Image sowie Festlegen der Anzahl der zum Einsatz kommenden Desktops.
- Konfiguration von Citrix VDI-in-a-Box zur Nutzung mit dem Active Directory oder einer Arbeitsgruppe zwecks Festlegung der Zugriffsberechtigungen auf die Umgebung.

Folgend kann per Citrix Receiver, via Citrix HDX Protokoll, oder per Microsoft Remote Desktop Protocol (RDP) der Zugriff auf die virtuellen Desktops erfolgen.